# Biologisch station Weevers' Duin
Het Biologisch station Weever's Duin was een veldstation voor biologisch onderzoek bij Oostvoorne, in de duinen van het Zuidhollandse eiland Voorne. Het bestond als biologisch station van 1952 tot 1995. 
Het station werd in 1952 opgericht door de Stichting Wetenschappelijk Duinonderzoek (SWD) op het terrein en met financiële steun van het Administratiefonds Rotterdam, dat in die tijd 400 hectare duin op Voorne in eigendom had. Het station ontleende zijn naam aan de toen net overleden prof. dr. Th. Weevers, de voorzitter van de SWD.
Het bood laboratoriumruimte en verblijfsaccommodatie aan onderzoekers die in Voornes Duin kwamen werken. Dit waren botanici, zoölogen, geomorfologen en geologen. 
Tot de wetenschappers van het eerste uur, die het station bevolkten, behoorden B.M. Lensink, die onderzoek deed naar de verspreiding van sprinkhanen, en die later directeur van Artis zou worden, en de botanicus en micrometeoroloog Ph. Stoutjesdijk.
In 1957 kreeg 'Weever's Duin' de status van botanische afdeling van het Instituut voor Oecologisch Onderzoek (IOO) van de Koninklijke Nederlandse Akademie van Wetenschappen (KNAW), sinds 1992 het Nederlands Instituut voor Ecologie.
Van 1957 tot 1973 trad M.J. Adriani op als directeur van het biologisch station. De directeur van Het IOO was tussen 1954 en 1967 dr. ir. H.N. Kluijver. Hij werd opgevolgd door W.H. Van Dobben.
In 1958 verwierf het Ministerie van Onderwijs, Kunsten en Wetenschappen het biologisch station en 1 hectare terrein in eigendom en verhuurde dat aan de KNAW.
In 1968 publiceerde Adriani, samen met E. van der Maarel de brochure Voorne in de branding. Daarin werd opgeroepen voorzichtig te zijn met de uitbreiding van industriële activiteit in de directe omgeving van Voorne, mede vanwege het belang van het unieke duingebied voor wetenschap en onderwijs.
In datzelfde jaar kwam een nieuw gebouw gereed, direct naast het bestaande station. In het nieuwe gebouw van drie verdiepingen was plaats voor drie maal zoveel gebruikers als de zeven die in het oude gebouw werkten. Het kostte ruim anderhalf miljoen gulden. Het werd op 25 april 1968 officieel geopend door Mevr. prof. dr. C.H. MacGillavry, bestuurslid van de KNAW.
In 1972 ging Van Dobben met pensioen. Hij werd opgevolgd door dr. ir. J.W. Woldendorp.  Het jaar daarop ging Adriani met pensioen, die werd opgevolgd door drs. P.J.M. van der Aart. Toen deze in 1983 benoemd werd tot hoogleraar toegepaste ecologie in Utrecht werd, werd hij voor een korte periode opgevolgd door Kees Blom, die al sinds 1969 als student bij het biologisch station betrokken was. Tegelijkertijd voltrok zich een reorganisatie rondom het IOO. Het resultaat was dat enkele jaren later het biologisch station Weever's Duin de poorten sloot. In het najaar van 1990 verhuisde de inventaris naar het IOO te Heteren. Het gebouw werd te koop gezet. Enkele jaren later werd het verkocht, kreeg het een woonbestemming en werd het verbouwd tot een luxe landhuis met zwembad.